# Riff Cohen
Riff Cohen (hebreo: ריף כהן; Tel Aviv, 23 de marzo de 1984) es una cantante, compositora y actriz israelí,  que canta en hebreo, francés y árabe.

## Biografía
Riff Cohen nació en Tel Aviv, hija de un padre judío tunecino y una madre judía franco-argelina, y creció entre el barrio Ramat Aviv Gimmel de Tel Aviv y la casa de su familia paterna en el barrio Ajami de Yafo. La familia de su padre es de la isla tunecina de Djerba, y su familia maternal es de Tlemcen, Argelia, a pesar de que su madre se crio en Niza, Francia.
Después de acabar sus estudios de bachillerato, se enfocó en su carrera musical, estudiando Musicología en la Universidad de Tel Aviv y actuado como cantante en un banda musical.
En 2007, se muda a París, luego de obtener una beca para desarrollar su carrera artística.

## Carrera
En 2011, publica su primer sencillo "À  París", cuyo vídeo en YouTube ha recibido más de 4 millones de visitas. El sencillo es parte del álbum del mismo nombre, el cual produjo ella misma y presentó al mercado más tarde, e incluye 14 pistas, cuatro de los cuales son en hebreo, una en Nubio y el resto en francés.
En septiembre de 2012, fue la telonera de los Red Hot Chili Peppers, en su gira I'm with You World Tour, en Tel Aviv, Israel. En octubre del mismo año,  firmó un contrato discográfico con AZ Records, una marca de Universal Music. Ese mismo año, actuó en el largometraje franco-canadiense-israelí Une bouteille à la mer, dirigido por Thierry Binisti y basado en una novela de Valérie Zenatti.
En 2013, Cohen recibió el "Premio Artista Revelación" de La Asociación de Israel de Compositores, Autores y Editores de Trabajos Musicales (ACUM).
En 2014,  colaboró con la banda de rock psicodélico Moodoïd para su álbum Le Monde Möö. En 2016,  colaboró con los Hermanos Borochov para el Jerusalem Piyyut Festival.
En 2017, es convocada por Goran Bregovic para colaborar en su álbum "Three Letters From Sarajevo". 

## Estilo de música e influencias
Cohen define su música como mezcla de Rock Urbano del Medio Oriente, música norteafricana y Raï, considerada representativa de la cultura tzarfokai, un término de jerga en hebreo utilizado para referirse a los judíos francófonos del Magreb, especialmente a los judíos marroquíes. Su música ha sido influenciada por la música amazig, gnaoua y raï, especialmente la cantante argelina Cheikha Rabia.  Sus canciones son en árabe, hebreo o francés. Su madre Patricia escribe los versos en francés de sus canciones.

## Discografía

### Álbumes
- À Paris  (2013)
- A La Menthe (2015)

### Sencillos
- A Paris (2012)
- Six Heures (2012)
- J'aime (2012)
- Dans Mon Quartier(2015)
- Hélas (2015)
- Marrakech (2015)

## Filmografía
- Yeladim (2008)
- Une bouteille à la mer (2011)

## Premios
| Premio                                                                                         | Categoría                    | Resultado |
| ---------------------------------------------------------------------------------------------- | ---------------------------- | --------- |
| Asociación de Israel de Compositores, Autores y Editores de Premios de Trabajos Musicales 2013 | Premio de Artista Revelación | Ganadora  |
| MTV Europe Music Awards de 2012                                                                | Mejor cantante israelí       | Nominada. |